# Matlock (serial telewizyjny)
Matlock (1986–1995) – amerykański serial sensacyjny stworzony przez Deana Hargrove'a.

## Emisja
Światowa premiera serialu odbyła się 3 marca 1986 r. i był emitowany do 8 maja 1992 r. na kanale NBC. Od 5 listopada 1992 r. serial nadawany był na kanale ABC. Ostatni odcinek został wyemitowany 7 maja 1995 r.. W Polsce serial nadawany był dawniej w telewizji Polsat.

## Obsada
- Michael Durrell jako prokurator okręgowy Lloyd Burgess (22 odcinki)[1]
- David Froman jako por. Bob Brooks (56)
- Warren Frost jako Billy Lewis (18)
- Clarence Gilyard Jr. jako Conrad McMaster (85)
- Andy Griffith jako Ben Matlock (195)
- Kene Holliday jako Tyler Hudson (69)
- Carol Huston jako Jerri Stone (15)
- Don Knotts jako Les Calhoun (17)
- Kari Lizer jako Cassie Phillips (25)
- Richard Newton jako sędzia Richard Cooksey (48)
- Linda Purl jako Charlene Matlock (23)
- Daniel Roebuck jako Cliff Lewis (55)
- Julie Sommars jako Julie March (95)
- Nancy Stafford jako Michelle Thomas (109)
- Nancy Sullivan jako pani Crider (37)
- Al Wiggins jako sędzia Clagett (16)
- Lucille Meredith jako sędzina Irene Sawyer (14)
- Lee Lively jako sędzia Caldwell (12)
- Jason Wingreen jako sędzia Arthur Beaumont (11)
- Frank Kahlil Wheaton jako komornik (11)
- Ray Templin jako pianista (11)
- Mitchell Laurance jako prokurator okręgowy (10)
- Terry Loughlin jako sędzia Wayne Edwards (10)
- James McEachin jako porucznik policji Frank Daniels (8)
- Alexander Zale jako sędzia Michael Alden (8)
- Diana Taylor jako asystent prokuratora okręgowego, p. Harrington (8)
- Steven Anderson jako prokurator David Hawkins (7)